# Schongau (Baviera)
Schongau é um município da Alemanha, situado no distrito de Weilheim-Schongau, no estado da Baviera. Tem 21,35 km² de área, e sua população em 2019 foi estimada em 12.377 habitantes.